# Classe Enseigne Roux
La classe Enseigne Roux fut la treizième classe de  contre-torpilleurs construite pour la Marine nationale française entre 1913 et 1915. Elle fut réalisée  à l'arsenal de Rochefort et au chantier naval Augustin Normand, Le Havre.
C'est l'enseigne de vaisseau Jean-Antoine Roux, mortellement blessé en tentant d’ouvrir les vannes du bassin Missiessy à Toulon pendant l’explosion du cuirassé Iéna le 12 mars 1907, qui a donné son nom à cette classe de bâtiments.
Les deux premières unités de cette classe, les Enseigne Roux et Mécanicien Principal Lestin, participèrent à la fin de la Première Guerre mondiale. La construction de la troisième unité, l'Enseigne Gabolde, fut suspendue en 1914, mais reprise en 1921-1923 avec des modifications en rapport à la technologie de l'époque. 

## Conception
Les unités de cette classe furent dans la continuité de celles de la classe Bouclier et la Classe Bisson, mais avec un rallongement de coque pour un déplacement de plus de 1000 tonnes et une machine au meilleur rendement grâce à l'utilisation de turbines à vapeur.

### Modernisation
Entre 1916 et 1918,  les deux navires reçurent un canon antiaérien de 75 mm (M.1915) et 2 mitrailleuses de 8 mm.

## Les unités de la classe
- Enseigne Roux : (marque de coque RX)
  - Chantier : Arsenal de Rochefort
  - Quille : 13 décembre 1913
  - Lancement : 13 juillet 1915
  - Armement : novembre 1916
  - Fin de carrière : rayé le 10 août 1937

- Mécanicien Principal Lestin : (marque de coque LN)[1]
  - Chantier : Arsenal de Rochefort
  - Quille : 12 novembre 1913
  - Lancement : 15 mai 1915
  - Armement : novembre 1916
  - Fin de carrière : rayé le 30 mai 1936

- Enseigne Gabolde : (marque de coque GB)
  - Quille :en 1914
  - Lancement :23 avril 1921
  - Armement : en 1923
  - Fin de carrière : rayé en 1938

### Sources
- (en) Cet article est partiellement ou en totalité issu de l’article de Wikipédia en anglais intitulé « Enseigne Roux class destroyer » (voir la liste des auteurs).
- (en) Robert Gardiner et Randal Gray, Conway's All the World's Fighting Ships (1906-1921), 1985 [détail de l’édition]
- Roche, Jean-Michel (2005). "Classement par types". Dictionnaire des bâtiments de la flotte de guerre française de Colbert à nos jours 2, 1870 - 2006. Toulon: Roche (ISBN 978-2-9525917-0-6)
- Jean Meyer et Martine Acerra, Histoire de la marine française : des origines à nos jours, Rennes, Ouest-France, 1994, 427 p. [détail de l’édition] (ISBN 2-7373-1129-2, BNF 35734655)
- Michel Vergé-Franceschi (dir.), Dictionnaire d'Histoire maritime, Paris, éditions Robert Laffont, coll. « Bouquins », 2002, 1508 p. (ISBN 2-221-08751-8 et 2-221-09744-0)
- Alain Boulaire, La Marine française : De la Royale de Richelieu aux missions d'aujourd'hui, Quimper, éditions Palantines, 2011, 383 p. (ISBN 978-2-35678-056-0)
- Rémi Monaque, Une histoire de la marine de guerre française, Paris, éditions Perrin, 2016, 526 p. (ISBN 978-2-262-03715-4)